# Oksana Šačko
Oksana Vasylivna Šačko (in ucraino Оксана Василівна Шачко?; in russo Оксана Васильевна Шачко?, Oksana Vasil'evna Šačko; Chmel’nickij, 31 gennaio 1987 – Parigi, 23 luglio 2018) è stata un'attivista e pittrice ucraina, nota per essere stata una delle fondatrici del movimento femminista FEMEN.

## Biografia

### Gli inizi
Nata a Chmel'nyc'kyj ma cresciuta a Kiev, all'età di 8 anni frequenta una scuola di pittura, anche se per soli adulti, dove apprende insegnamenti di pittura di icone ortodosse, e dove si diplomerà più tardi. Dopo essersi rifiutata di diventare suora, si mantiene dipingendo. Nel 2000 accede all'Università della sua città natale per studiare filosofia, subendo però negli anni una crisi di coscienza. Decide quindi di diventare un'attivista in difesa dei diritti delle donne e della libertà di espressione.

### Cofondatrice di FEMEN

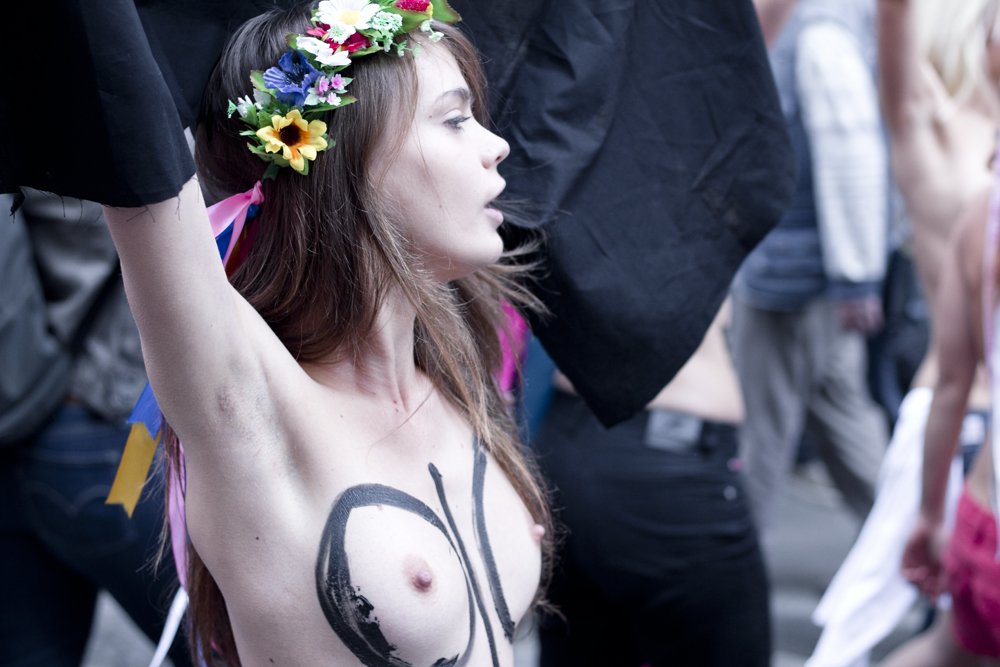
Oksana Šačko durante una manifestazione delle FEMEN a Parigi nel 2012.

Nel 2008, insieme ad Hanna Hucol e Oleksandra Ševčenko, fonda il movimento femminista FEMEN per incoraggiare e spingere le donne ucraine a lottare per i loro diritti. In quello stesso anno Oksana affitta anche un laboratorio, all'interno del quale realizza costumi, maschere e cartelli da utilizzare per le loro manifestazioni. Nell'agosto del 2009, per attirare l'attenzione di tutti e soprattutto dei media, si spoglia rimanendo a torso nudo durante una manifestazione a Kiev, trasformando questo atto di provocazione in un vero e proprio marchio del movimento, e che verrà utilizzato da molte altre attiviste di diversi paesi.

### Il periodo da rifugiata politica in Francia
Continuamente minacciata dal suo paese d'origine, nel 2013 fa domanda di asilo politico in Francia, riuscendo nell'intento. Trovatasi in una situazione di grande precarietà, assieme all'artista Apolonia Sokol decide di andare a vivere in un appartamento a Montrouge.

### Carriera artistica
In seguito ad alcuni battibecchi avuti con Inna Ševčenko, in quel momento leader del movimento, Oksana decide di abbandonarlo nel 2014 per dedicarsi a tempo pieno alla sua passione per la pittura.
Nel 2017 si iscrive alla École nationale supérieure des beaux-arts di Parigi, dove viene seguita dallo scultore Olivier Blanckart.
Nel 2016 alcuni suoi disegni di stampo religioso vengono esposti nella Galerie Mansart di Parigi dal suo curatore Azad Asifovich. In quello stesso anno, inoltre, fa esporre anche altre sue opere all'Espace Usanii di Nevers, durante una mostra dal titolo Who's that girl?.

### La morte
Oskana Šačko viene trovata impiccata nel suo appartamento a Parigi il 23 luglio 2018. Venne dichiarata ufficialmente morta qualche ora dopo. A darne per prima la notizia è stata la leader delle FEMEN Inna Ševčenko, la quale attraverso una nota afferma anche che l'ultima volta che la vide fu tre giorni prima del ritrovamento, particolare che venne confermato anche da Hanna Hucol e alcune sue amiche.
Inoltre, al momento del ritrovamento del cadavere, venne trovata anche una lettera scritta dalla stessa Oksana in cui critica pesantemente l'ipocrisia della società e degli uomini.

## Nella cultura di massa
È apparsa nel ruolo di sé stessa nel documentario Femen - L'Ucraina non è in vendita.